# جنی لویس
جنی لویس (انگلیسی: Jenny Lewis؛ زادهٔ ۸ ژانویهٔ ۱۹۷۶) یک موسیقی‌دان اهل ایالات متحده آمریکا است.
از فیلم‌ها یا برنامه‌های تلویزیونی که وی در آن نقش داشته است می‌توان به پلیزنتویل، جادوگر و سربازان بورلی هیلز اشاره کرد.